# Ever Palacios
Ever Antonio Palacios, född 18 januari 1969 i Cali, är en colombiansk före detta fotbollsspelare. 
Palacious har spelat för ett flertal klubbar, bland annat Deportivo Cali, Atlético Nacional, Atlético Junior, Shonan Bellmare (Japan) och Kashiwa Reysol (Japan). Han spelar nu för Boyacá Chicó. Palacious har även spelat för Colombias herrlandslag i fotboll och deltog i landslaget under FIFA World Cup 1998.